# Aracamunia liesneri
Aracamunia liesneri ist die einzige Art der Pflanzengattung Aracamunia innerhalb der Familie der Orchideen (Orchidaceae). Dieser Endemit ist nur im Bergmassiv des Cerro Aracamuni im südlichen Venezuela gefunden worden.

## Beschreibung

### Vegetative Merkmale
Aracamunia liesneri ist eine kleine, nur wenige Zentimeter große, ausdauernde krautige Pflanze. Sie besitzt ein dünnes, kriechendes Rhizom, aus dem die Sprossachsen entspringen. Das Rhizom ist mit Niederblättern besetzt, die es umfassen, aber in Abständen stehen und es nicht komplett einhüllen. An der Basis der Sprossachse entspringen drei bis sechs Wurzeln. Die behaarten Wurzeln sind bei einer Länge von bis zu 3 Zentimetern zylindrisch. Die Laubblätter stehen locker rosettenförmig an der Basis der Sprossachse. Der Blattgrund umfasst den Stängel und verhüllt ihn ganz. Die einfache Blattspreite ist bei einer Länge von 5 bis 9 Millimetern sowie einer Breite von 3 bis 4 Millimetern oval mit spitz auslaufenden oberen Ende und am Rand leicht gewellt. In den Blattachseln sitzt eine Struktur, die der Ligula bei Gräsern ähnelt: etwa 4 Millimeter lang und etwa 1 Millimeter breit, am Blattgrund angewachsen und aufrecht stehend. Am Ende sitzt ein Köpfchen, das mit mehrzelligen, drüsigen Haaren besetzt ist. Die Funktion ist unklar, Salazar bemerkt, die Anatomie dieser Struktur sei mit fleischfressenden Pflanzen vergleichbar. Die ligula-ähnlichen Strukturen bleiben an der Sprossachse bestehen, auch wenn das zugehörige Blatt schon verwelkt ist.
Die Sprossachse ist im unteren Bereich, für etwa 1,5 Zentimeter, beblättert. Es werden sieben bis elf Laubblätter gebildet. Die unteren Laubblätter vergehen, sodass zur Anthese etwa noch vier bis fünf vorhanden sind. 

### Generative Merkmale
Die Sprossachse setzt sich über den beblätterten Teil als 3,5 bis 4,5 Zentimeter lange Blütenstandsachse fort. Die Blütenstandsachse ist behaart und mit drei lanzettlichen Hochblättern besetzt. Im oberen Viertel befinden sich drei bis sechs Blüten. Jede Blüte sitzt in der Achsel eines Hochblatts, die den Hochblättern am Stängel in der Form ähneln, mit 3 bis 7 Millimeter Länge und etwa 2 Millimeter Breite aber etwas kleiner sind. Die Blüten sind röhrenförmig, weiß, nicht resupiniert und stehen schräg aufrecht. Sie messen 7 bis 8 Millimeter Länge, wovon gut 2 Millimeter auf den Fruchtknoten entfallen. Die drei äußeren Blütenhüllblätter sind zu drei Viertel miteinander verwachsen, auf der Außenseite leicht behaart. Das stängelabgewandte Sepal ist außerdem weitgehend mit den beiden schmalen Tepalen und an der Basis mit der Säule verwachsen. Die beiden anderen Sepalen bilden am Grund eine kleine Ausbuchtung. Die Lippe ist schmal-oval, etwa 6 auf 1 Millimeter groß, an der Basis abrupt schmaler werdend mit zwei nach hinten gerichteten Anhängseln. Die Spitze der Lippe ist fein behaart, die Seiten liegen dicht an den Seiten der Säule an. Die Säule ist gerade und bei einer Länge von etwa 4,5 Millimetern sowie bei einem Durchmesser von knapp 1 Millimeter schmal-keulenförmig. Das zweikammerige Staubblatt liegt auf der Oberseite, die Säule umgibt es mit einem schmalen Rand (Klinandrium). Die Narbe sitzt auf der Unterseite der Säule, das Trenngewebe zwischen Narbe und Staubblatt (Rostellum) bildet eine gerade Fläche am Ende der Säule. Dort sitzt auch ein rundliches Klebkörperchen (Viscidium).

## Vorkommen
Aracamunia liesneri ist nur von einem einzigen Bergmassiv im Süden Venezuelas bekannt, dem Cerro Aracamuni. Die Pflanzen wachsen dort in Höhenlagen von etwa 1500 Meter. Sie kommen in Moospolstern am Rand von Bächen vor, im Schatten geschlossener Wälder.

## Systematik und botanische Geschichte
Die ersten Pflanzenexemplare wurden 1987 von Liesner und Delascio gesammelt und 1989 unter dem Namen Aracamunia liesneri durch Germán Carnevali und Ivón Ramírez in New or noteworthy orchids for the Venezuelan Flora. VII. Additions in Maxillaria from the Venezuela Guayana. in Annals of the Missouri Botanical Garden Band 76, Seite 962–963, fig. 13 erstbeschrieben und dabei die Gattung Aracamunia aufgestellt. Der Gattungsname Aracamunia, bezieht sich auf den Fundort, den Cerro Aracamuni. Das Artepitheton liesneri ehrt Ronald L. Liesner (* 1944), der die ersten Pflanzenexemplare sammelte.
Die Gattung Aracamunia gehört zur Untertribus Spiranthinae der Tribus Cranichideae in der Unterfamilie Orchidoideae innerhalb der Familie Orchidaceae. Die Autoren der Erstbeschreibung vermuten nahe Verwandte in der Gattung Eurystyles. Salazar weist 2003 dagegen auf die starke Ähnlichkeit mit Helonoma hin und vermutet, dass weitere Studien zu einer Eingliederung von Aracamunia liesneri in Helonoma führen könnten.